# Metynnis
Metynnis is een geslacht van straalvinnige vissen uit de familie van de echte piranha's (Serrasalmidae).

## Soorten
- Metynnis altidorsalis Ahl, 1923
- Metynnis argenteus Ahl, 1923
- Metynnis cuiaba Pavanelli, Ota & Petry, 2009
- Metynnis fasciatus Ahl, 1931
- Metynnis guaporensis Eigenmann, 1915
- Metynnis hypsauchen (Müller & Troschel, 1844)
- Metynnis lippincottianus (Cope, 1870)
- Metynnis longipinnis Zarske & Géry, 2008
- Metynnis luna Cope, 1878
- Metynnis maculatus (Kner, 1858)
- Metynnis mola Eigenmann & Kennedy, 1903
- Metynnis orinocensis (Steindachner, 1908)
- Metynnis otuquensis Ahl, 1923
- Metynnis polystictus Zarske & Géry, 2008